# Federazione pallavolistica degli Emirati Arabi Uniti
La Federazione emiratina di pallavolo (eng. United Arab Emirates Volleyball Association, UAEVBA) è un'organizzazione fondata per governare la pratica della pallavolo negli Emirati Arabi Uniti.
Organizza il campionato maschile e femminile, e pone sotto la propria egida la nazionale maschile e femminile.
Ha aderito alla FIVB nel 1976.